# Вулиця Гната Мартинця (Калуш)
Вулиця Гната Мартинця — одна з вулиць Калуша, розташована в районі Загір’я. 

## Розташування
Простягається від вулицею Гірника, проходить через річку Млинівка до місточка через потічок, де переходить у вулицю Церковну. До вулиці Гната Мартинця прилучаються зліва вулиці (від початку до кінця):
- Карманського
- Орищака
- Відоняка
- Шота Руставелі

## Історія
В дорадянські часи називалась Королівка.
У 1947 р. перейменована на вулицю Папанінців. Розташована на вулиці гарбарня перетворена на артіль Шевченка, далі на завод комунального устаткування, потреба подальшого розширення якого заставила винести частину виробництв у Вістову.
Названа 3 грудня 1992 року на честь Гната Мартинця.

## Сьогодення
Затишна вулиця котеджної забудови та кількох підприємницьких структур (автошкола, сауна, металобаза, виробництво поліетиленової плівки тощо) з єдиним у мікрорайоні магазином. На кінцевих 200 м вулиці відсутній тротуар.
Проти колишнього завод комунального устаткування розташований спортивний майданчик, частково зруйнований одним племінником Степана Бандери.